# Р-108

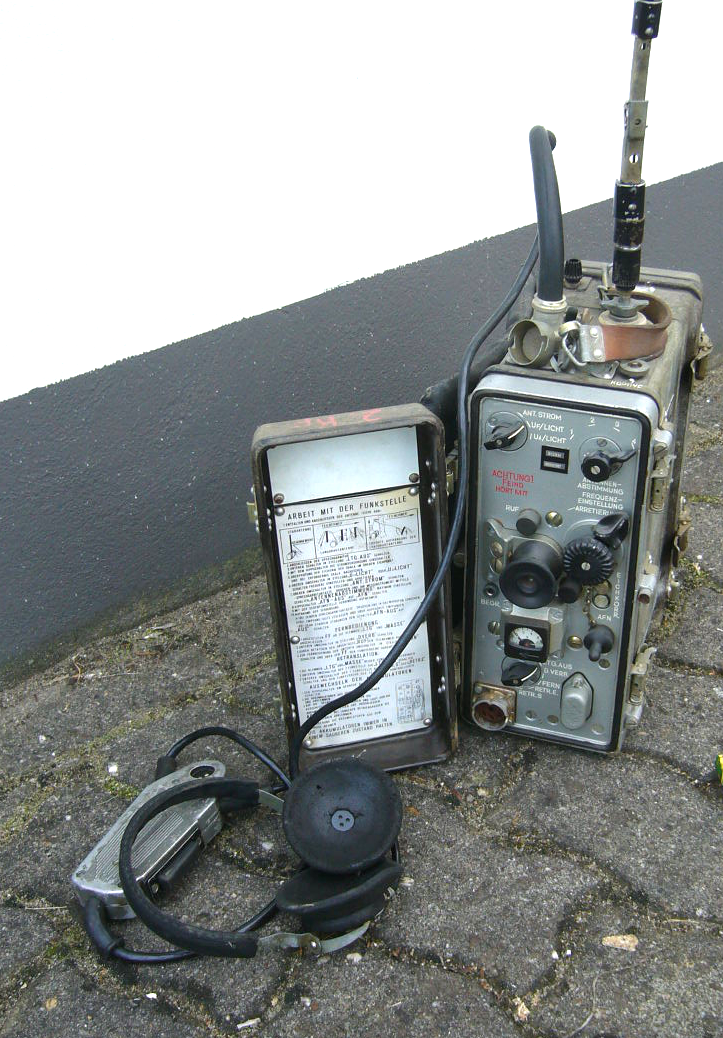
Р-108М с головными телефонами

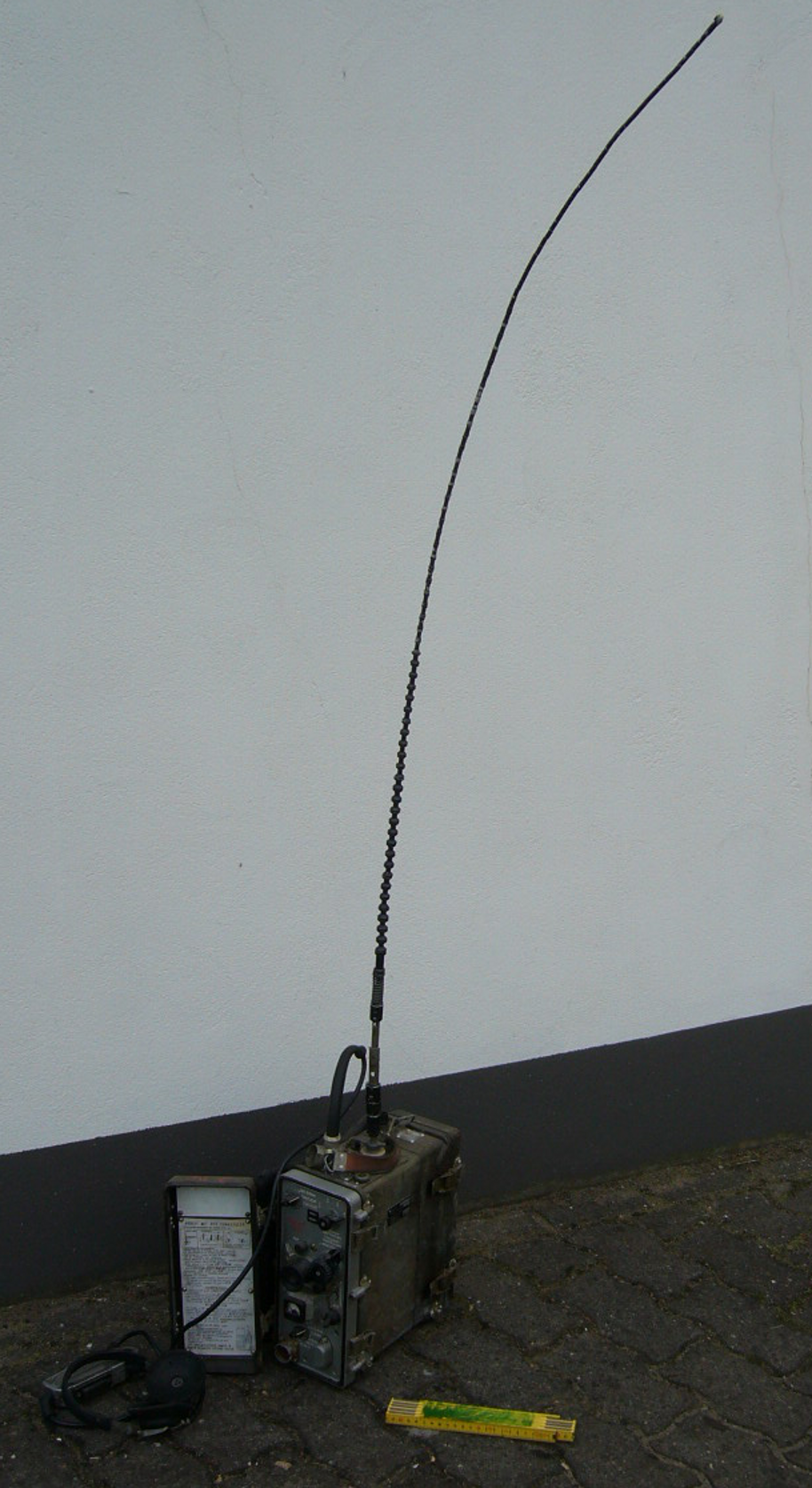
Штырь Куликова на радиостанции Р-108

Р-108 — советская войсковая УКВ-радиостанция и одноимённая серия переносных УКВ-радиостанций, использовавшихся в ротных радиосетях. Разработана на базе радиостанции РАУ-2. Серийное производство осуществлялось с 1957 года. Состояла на вооружении советской армии и некоторых других стран. По схеме сборки схожа с радиостанциями Р-105 и Р-109, но отличается от них используемым частотным диапазоном.
Р-108 — приёмо-передающая, телефонная с частотной модуляцией, с возможностью дистанционного управления (телефон ТА-57) и ретрансляции. Соответствует стандарту ГОСТ МОРОЗ-4. Работает на УКВ-частотах (диапазон — от 28 до 36,5 МГц).   Характеризуется как ранцевая, носимая; предназначается для беспоисковой и бесподстроечной связи в радиосетях (тактическое звено рота-взвод) и в автомобильных радиоузлах. Были выпущены две крупные модификации — Р-108Д и Р-108М, причём последняя имела меньшие размеры и весила меньше, но и обладала меньшей дальностью связи. В настоящее время подобные радиостанции используются также и радиолюбителями без каких-либо ограничений.

## Сравнение моделей
| Характеристика                           | Р-108Д        | Р-108М        | Примечания                                        |
| ---------------------------------------- | ------------- | ------------- | ------------------------------------------------- |
| Диапазон частот, МГц                     | 28 — 36,5     | 28 — 36,5     | УКВ-диапазон                                      |
| Рабочих частот                           | 171           | 341           |                                                   |
| Выходная мощность, Вт                    | 1             | 1             |                                                   |
| Чувствительность приёмника, мкВ          | 1,5           | 1,5           | При отношении сигнал/шум 10:1                     |
| Дальность связи, км                      | 10            | 6             | Штырь Куликова (1,5 м) с трёхлучевым противовесом |
| Дальность связи, км                      |               | 10            | Антенна-штырь 2,7 м                               |
| Дальность связи, км                      | 30—40         | 25            | Антенна бегущей волны                             |
| Масса рабочего комплекта, кг             | 21            | 14            |                                                   |
| Масса укладочного ящика с комплектом, кг | 46            | 40            |                                                   |
| Габариты, мм                             | 365×385×230   | 310×325×170   |                                                   |
| Диапазон рабочих температур, °C          | от −40 до +50 | от −40 до +50 |                                                   |

## Подробные характеристики

### Принцип работы
Модель Р-108М собрана по трансиверной схеме, общие элементы приёмника и передатчика — антенный контур, гетеродин, УНЧ, источник питания. Приёмник имеет два резонасных каскада УВЧ на лампах 1Ж17Б и 1Ж18Б, смеситель на лампе 1Ж18Б, четыре однотипных каскада УПЧ на лампах 1Ж18Б, усилитель-ограничитель на лампе 1Ж18Б и частотный дискриминатор на диодах 2Д401. Гетеродин собран на лампе 1Ж18Б, имеет плавную перестройку изменением емкости, используется при передаче как задающий генератор. К его контуру на приёме подключается дополнительная ёмкость; в контур встроен варикап Д901, который используется для модуляции частоты при передаче и АПЧ при приеме.
При работе на передачу с задающего генератора сигнал идёт на усилитель мощности на лампе 1П24Б. УНЧ — двухкаскадный, на транзистора МП15, усилитель модуляционного сигнала. Все переменные ёмкости (кроме антенного контура) установлены на одной оси, перестраиваются одновременно с изменением частоты задающего генератора-гетеродина. Оконечное низкочастотное устройство — микротелефонная гарнитура (микрофон ДЭМШ1А, микрофонный усилитель на транзисторе П15 и головные телефоны или либо трубка с микрофоном порошкового типа МК-10-МБ и телефонным капсюлем ТК-47-130).

### Антенные устройства
Антенный разъём Р-108М — под антенну Куликова, байонетный. Доступны следующие антенные устройства:
- гибкая штыревая антенна — высота 1,5 м (противовес из 3 лучей);
- комбинированная антенна[b] — высота 2,7 м (противовес из 5 лучей), используется для работы на стоянке;
- бортовая антенна[c] — используется для работы на ходу автомашины;
- лучевая антенна направленного действия[d] — используется для работы на повышенные дальности и из укрытий;
- повышенная антенна[e] — используется для работы на повышенные дальности и из укрытий.

Время развертывания при работе на штыревую антенну — 5 минут, на лучевую — 15 минут. Сопротивление антенны — 1-2000 Ом. Потребляемый ток:
- приём — 0,85 А
- передача — 1,85 А
- передача в режиме д/у — 2,2 А

### Дальность работы

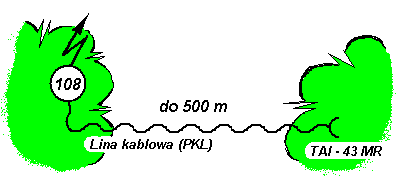
Дистанционное управление

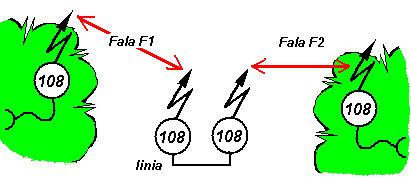
Ретрансляция

Дальность работы в зависимости от антенных устройств:
- На ходу со штыревой антенной (1,5 м) или на земле на антенну с противовесом — 6 км
- С вынесенного пункта через телефонный аппарат ТА-57[f]:
  - На стоянке с комбинированной антенной (2,7 м) и противовесом — 10 км
  - На стоянке с лучевой антенной направленного действия на высоте 1 м — 15 км
  - Работа на лучевую антенну, поднятую у радиостанции на высоту 5—6 м — 25 км
- Работа на лучевую антенну из укрытий глубиной не более 3 м, перекрытие толщиной не менее 1 м — 15 км

При работе через ТА-57 переключение радиостанции с приема на передачу и ведение связи производятся непосредственно с телефонного аппарата. Дальность Р-108М увеличивается с помощью усилителя мощности УМ-2 (мощность передачи 10 Вт).

### Передатчик и приёмник
Тип передатчика — плавный гетеродин (LC-генератор). Параметры передатчика:
- Максимальная FM-девиация: 5 кГц (Р-108М), 7 кГц (Р-108Д)[1]
- Выходная мощность: не менее 1 Вт[3]
- Чувствительность модуляционного входа: 140 мВ[3]

Тип приёмника — супергетеродин с одним преобразованием, промежуточная частота 793,8 кГц. Параметры приёмника:
- Избирательность:
  - По зеркальным каналам — не менее 54 дБ
  - По полосе частот — не менее 80 дБ
- Ширина полосы пропускания: 14 кГц (на уровне 6 кГц)
- Изменение выходного напряжения при изменении входного от 3 до 1000 мкВ: не более 20%
- Постоянная времени АПЧ: 0,1 С
- Выходное напряжение НЧ тракта приемника:
  - При отсутствии сигнала (напряжение шумов) — 0,75 В
  - При напряжении сигнала[g] — не менее 1 В

Для радиостанции характерна плавная перестройка частот. Шаг частот составляет 50 кГц для Р-108Д и 25 кГц для Р-108М. Суммарная погрешность установки частоты по шкале при 20°С (±5): не более 4 кГц через 5 минут прогрева.

### Питание
Питание осуществляется от никель-кадмиевых батарей (четыре батареи типа КН14, две батареи 2НКП-20, 2НКП-24 или батареи 2КН-32). Напряжение питания от 4,4 до 5,2 В (2 x 2,4 В). Время работы при соотношении передача-приём 3:1 варьируется от 12 (КН14) до 17,5 ч (2НКП-20) в зависимости от батареи. В радиостанции Р-108М использование одной батареи Н-14 или двух батарей 2НКП-20 или 2НКП-24 с одинаковым номинальным напряжением обеспечивает время работы от 12 до 21 ч (максимум при 2НКП-24).

## Варианты
- Р-108Д «Астра-2» — выпущена в 1957 году[1]
- Р-108М «Парус-2» — поступила на замену «Астре» в 1967 году. Схожа по исполнению с Р-105М и Р-109М, отличается только частотами[3]
- Р-108Ж — переносная радиостанция ротных сетей артиллерии[1]

## Применение
- СССР: состояла на вооружении ВС СССР, а также использовалась в качестве учебной в ДОСААФ.
- ГДР: на вооружении Национальной народной армии, использовалась также для обучения радиосвязи в Обществе спорта и техники.
- Польша: на вооружении Народного Войска Польского.

### Комментарии
1. ↑  С выступающими частями; с учётом укладочного ящика — 620х420х350[1]
2. ↑  Гибкая штыревая антенна и 6 колен
3. ↑  Комбинированная штыревая антенна, специальный кронштейн с амортизатором для крепления антенны на борту автомашины, соединяющий проводник — длина 1 м)
4. ↑  Длина 40 м, подвешивается на высоте 1 м над землей
5. ↑  Лучевая антенны длиной 40 м, поднята у радиостанции на высоту 5—6 м, с постепенно снижающимся противоположным концом, направленным на корреспондента
6. ↑  Соединён с радиостанцией двухпроводным полевым кабелем длиной до 500 м
7. ↑  Напряжение на входе — 1,5 мкВ, девиация частоты — 5 кГц, на нагрузке низкоомных телефонов ТА-56М